# 安倍貞任
安倍貞任（1019年？—1062年10月22日），日本平安時代武將。陸奧國奧六郡的俘囚長。安倍賴時次子，為厨川柵之柵主，又稱安倍厨川次郎貞任。

## 經歷
天喜4年（1056年），源賴義任期將滿回京之時，部眾在多賀城遭到襲擊。賴義認定安倍貞任是嫌疑人，要求安倍賴時將其交出（阿久利川事件）。賴時拒絕，並舉兵反叛。天喜5年（1057年），賴時戰死，貞任繼承家督之位，與其弟弟宗任及一族繼續反抗。同年11月，源賴義的國府軍在河崎柵大破安倍氏，並攻入衣川以南，勢力大振。康平5年（1062年）7月，國府軍又獲得清原氏的支持，形式迅速逆轉，小松柵、衣川柵、島海柵相繼被攻陷。厨川之戰中，由於安倍氏斷絕了水源，貞任被迫投降，被源賴義殺死，首級送往朝廷。

## 後裔
津輕地方的豪族安東氏（後為秋田氏）自稱是貞任的後裔。此外，日本首相安倍晉三也自稱是安倍貞任的後裔。